# Akademia Zamojska

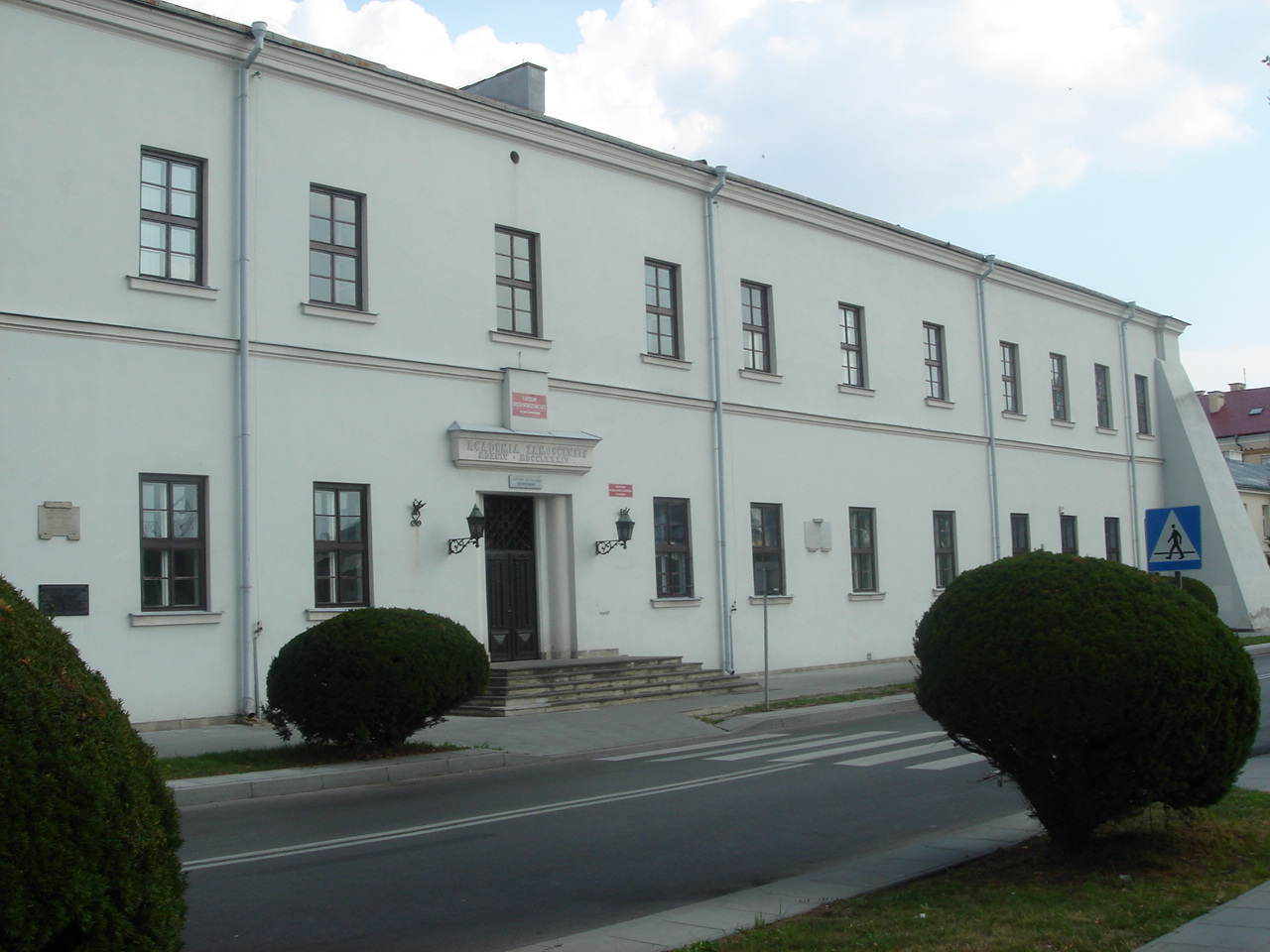
Gmach dawnej Akademii Zamojskiej (widok od strony ul. Akademickiej)

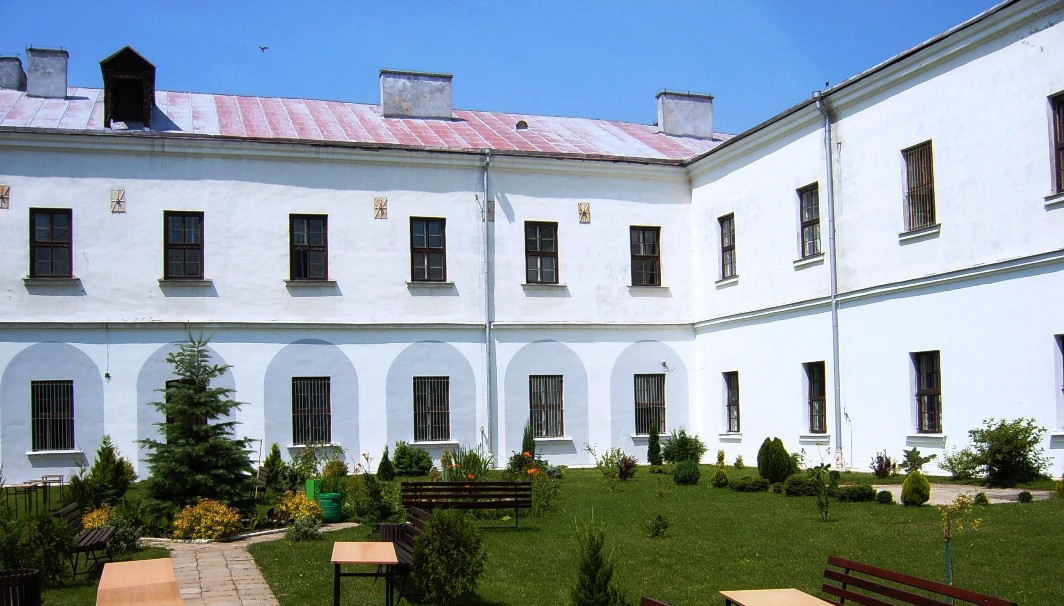
Dziedziniec dawnej Akademii

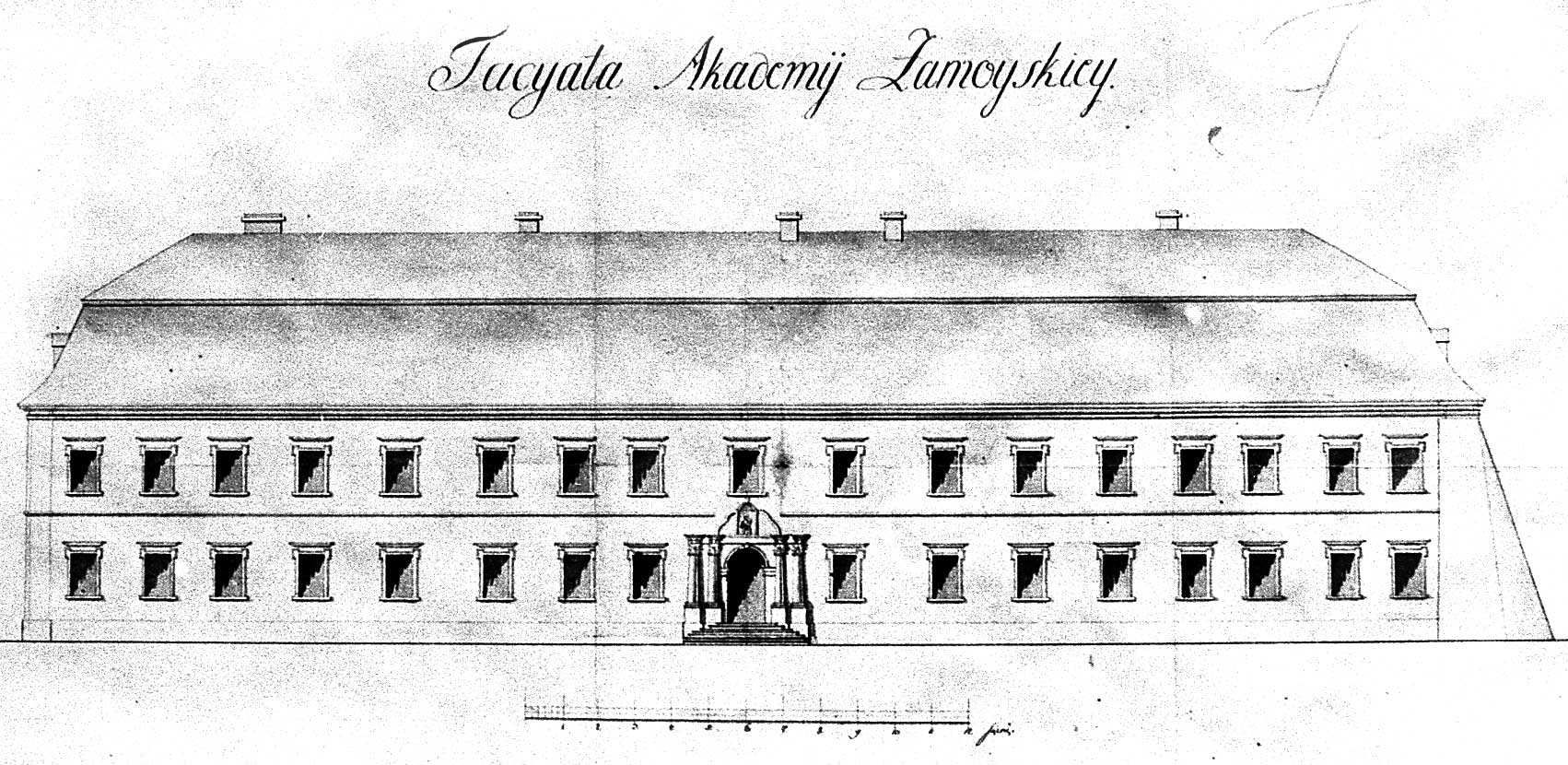
Widok fasady Akademii Zamojskiej w Zamościu z 1810 r.

Akademia Zamojska (Akademia Zamoyska) – świecka uczelnia założona w 1594 roku przez Jana Zamoyskiego w Zamościu a organizowana przez Szymona Szymonowica dla studentów z Polski i Litwy. Uczelnia została zlikwidowana w 1784 r. po zajęciu Zamościa przez Austrię w czasie pierwszego Rozbioru Polski. Odtworzona 1 września 2021 r. na bazie Uczelni Państwowej im. Szymona Szymonowica.

## Historia

### Od założenia do likwidacji
Oficjalne otwarcie uczelni odbyło się 15 marca 1595 roku. Akademia Zamojska była pierwszą prywatną uczelnią w Rzeczypospolitej, w całości opłacaną przez wielkiego kanclerza, będąc symbolem potęgi i ambicji fundatora. W tym samym roku papież Klemens VIII zatwierdził powołanie Akademii w formie stosownej bulli, przy tej okazji dodając swój herb rodowy Aldobrandinich do godła Akademii. Statut Akademii zatwierdził w imieniu papieża biskup chełmski Stanisław Gomoliński.
To właśnie w akcie fundacyjnym uczelni z 1600 zawarte zostały powszechnie znane słowa kanclerza Zamoyskiego: „Takie są rzeczypospolite, jakie ich młodzieży chowanie”. W planach kanclerza Akademia miała być prężnym ośrodkiem kultury polskiej i katolickiej, który oddziaływałby silnie na ludność prawosławną, przeważającą w województwach południowo-wschodnich. W pierwszej dekadzie swojego istnienia (do śmierci hetmana), Akademia zdobyła sobie znaczny rozgłos nie tylko w Polsce, ale także w całej Europie. Dzięki niej Zamość na przełomie XVI i XVII wieku był jednym z głównych ośrodków myśli naukowej w Polsce. Godność kanclerza Akademii Zamojskiej przysługiwała biskupowi chełmskiemu.
Okres jej świetności przypadał na przełom XVI i XVII wieku. Później stopniowo podupadała. Ostatecznie zlikwidowana w 1784, kiedy zamieniono ją w liceum.
Ważną rolę przy tworzeniu tej akademii odegrał także poeta Szymon Szymonowic, który sprowadził tu profesorów. Na początku działalności Akademii Zamojskiej istniały trzy wydziały: filozoficzny, medyczny, prawniczy. Zajęcia prowadziło 15 profesorów, m.in. Melchior Stefanides (pierwszy rektor; logika, metafizyka, prawo), Wawrzyniec Starnigel, Adam Burski (filozof), Tomasz Drezner (prawnik), Jan Niedźwiecki-Ursinus (medyk i twórca podręcznika gramatyki łacińskiej „Methodicae grammaticae libri IV”), Maciej Jaworowski (prawo, filozofia), w późniejszym okresie także Stanisław Staszic. Wykłady odbywały się po grecku i łacińsku. Uczelnia ta, według ustaleń Jana Zamoyskiego, jej fundatora, była organizacyjnie połączona z ówczesną kolegiatą (dziś katedrą), nadzór nad nią posiadało duchowieństwo, co negatywnie wpłynęło na jej działalność. W 1600 ogłoszony został ostateczny akt fundacji akademii, opublikowano jej regulaminy wewnętrzne i program. W pierwszych latach działania Akademii Zamojskiej jej profesorami byli m.in. szkocki znawca prawa rzymskiego William Bruce, włoski teolog Dominik Convalis i belgijski matematyk Adriaan van Roomen.
W założeniach kanclerza Zamoyskiego uczelnia miała być przeznaczona głównie dla szlachty, ale wbrew intencjom fundatora jej charakter zmienił się szybko ze szlacheckiego na mieszczański. W latach 1607–1609 młodzież pochodzenia szlacheckiego stanowiła zaledwie 5% spośród 237 przybyłych wówczas studentów, zaś najliczniejszą grupą studentów byli mieszczanie.
Po roku 1620 świetność uczelni zaczęła upadać, Akademia nie cieszyła się już takim prestiżem. Również ordynaci zamojscy nie przywiązywali do niej większej wagi. W kolejnym wieku, w roku 1746, przeprowadzono tu reformę, dzięki czemu sytuacja uczelni się poprawiła, ale nie na długo. Dokonano wówczas również modernizacji gmachu Akademii, w stylu późnobarokowym.
Po pierwszym rozbiorze Polski w 1772 Zamość wraz z Akademią trafiły pod władanie austriackie. Ze względu na niski poziom nauczania i chęć wprowadzania nauczania niemieckiego (reformy józefińskie). Ostatnim rektorem uczelni był Dominik Rydulski, który zabiegał o utrzymanie uczelni u przebywającego w 1773 roku w Zamościu cesarza Józefa II. W roku 1784 działalność Akademii została zakończona. Na jej miejscu w Zamościu utworzono dwie placówki edukacyjne Gimnazjum oraz Liceum. Ta ostatnia została oddana przez cesarza pod kuratorstwo ordynata Andrzeja Zamoyskiego.

### Po likwidacji
Po znalezieniu się Zamościa w Księstwie Warszawskim austriackie Liceum przekształcono w Szkołę Wojewódzką im. Zamoyskich, która odznaczała się wysokim poziomem. W 1811 ordynat Stanisław Kostka Zamoyski przeniósł Szkołę Wojewódzką do Szczebrzeszyna, dążąc do sprzedaży strategicznego miasta-twierdzy rządowi. Budynek zamieniono dla potrzeb wojskowych na koszary – dokonano jego przebudowy, zniknęły portale oraz arkady od strony dziedzińca. Dopiero po likwidacji twierdzy zamojskiej, w roku 1866, przywrócono tu szkołę. Do czasu II wojny światowej w dawnym gmachu Akademii znajdowało się gimnazjum, a po jego likwidacji liceum ogólnokształcące.
Przy dawnej akademii, w roku 1919, powstał szkolny ogród zoologiczny (przyrodniczy), który stał się podstawą utworzenia obecnego zamojskiego ogrodu zoologicznego.
W budynku Akademii mieściły się: I Liceum Ogólnokształcące im. Hetmana Jana Zamoyskiego w Zamościu (od 1916, pierwotnie męskie) i II Liceum Ogólnokształcące im. Marii Konopnickiej w Zamościu (1916–1965, pierwotnie żeńskie) oraz Szkoła Rzemieślniczo–Przemysłowa im. Tadeusza Kościuszki w Zamościu (1919–1940) i rektorat Państwowej Wyższej Szkoły Zawodowej im. Szymona Szymonowica w Zamościu (2005–2013).

### Reaktywacja
Na mocy ustawy podpisanej przez prezydenta Andrzeja Dudę dnia 1 września 2021 roku utworzono uczelnię publiczną o nazwie Akademia Zamojska na bazie istniejącej wcześniej Uczelni Państwowej im. Szymona Szymonowica w Zamościu. Ustawa spotkała się z krytyką ze strony rektora Andrzeja Samborskiego i Senatu oraz jako naruszająca autonomię uczelni. Minister edukacji i nauki Przemysław Czarnek na stanowisko rektora nowej Akademii wyznaczył Pawła Skrzydlewskiego.